# مسجد ظلمات و آرامگاه میرعماد
مسجد ظلمات و آرامگاه میرعماد قزوینی مربوط به سدهٔ ۱۱ ه‍.ق است و در اصفهان، چهارراه‌شکرشکن، چهارراه کرمانی، کوچه میرعماد واقع شده و این اثر در تاریخ ۲۲ آذر ۱۳۱۳ با شمارهٔ ثبت ۲۲۱ به‌عنوان یکی از آثار ملی ایران به ثبت رسیده است.